# ليلة في المكسيك القديمة

'
ليلة في المكسيك القديمة (بالإنجليزية: A Night in Old Mexico)‏ هو فيلم ذو إنتاج إسباني-أمريكي مشترك. أخرجه إميليو أراغون سنة 2013 حول رجل (روبرت دوفال) وحفيده (جيريمي إيرفين).

## روابط خارجية
- ليلة في المكسيك القديمة على موقع IMDb (الإنجليزية)
- ليلة في المكسيك القديمة على موقع ميتاكريتيك (الإنجليزية)
- ليلة في المكسيك القديمة على موقع روتن توميتوز (الإنجليزية)
- ليلة في المكسيك القديمة على موقع أول موفي (الإنجليزية)
- ليلة في المكسيك القديمة على موقع فيلمافينيتي (الإسبانية)
- ليلة في المكسيك القديمة على موقع قاعدة بيانات الأفلام السويدية (السويدية)
- ليلة في المكسيك القديمة على موقع قاعدة بيانات الفيلم (الإنجليزية)
- ليلة في المكسيك القديمة على موقع ليتربوكسد (الإنجليزية)
- ليلة في المكسيك القديمة على موقع كينوبويسك (الروسية)